# رافاو كورزاوا
رافاو كورزاوا (بالبولندية: Rafał Kurzawa) مواليد 29 يناير 1993 في بولندا، هو لاعب كرة قدم بولندي يلعب مع نادي بوغون شتشين في مركز الدفاع. سبق له أن لعب في كأس العالم لكرة القدم مع منتخب بلاده في مونديال عام 2018.

## المسيرة الاحترافية

### أندية لعب لها
- غورنيك زابجه
- نادي أميين
- نادي ميتييلاند

## روابط خارجية
- رافاو كورزاوا على موقع الاتحاد الدولي (مؤرشف)  (الإنجليزية)
- رافاو كورزاوا على موقع الاتحاد الأوربي (الإنجليزية)
- رافاو كورزاوا على موقع قاعدة بيانات كرة القدم.إي يو (الإنجليزية)
- رافاو كورزاوا على موقع ليكيب (الفرنسية)
- رافاو كورزاوا على موقع ناشيونال فوتبول تيمز (الإنجليزية)
- رافاو كورزاوا على موقع Soccerway.com (الإنجليزية)
- رافاو كورزاوا على موقع عالم كرة القدم.نت (الإنجليزية)